# Jurica Kalc
Jurica Kalc (Štinjan kraj Pule, 22. travnja 1908. – kraj Novske, u srpnju 1942.), hrvatski antifašist i narodni heroj.

## Životopis
Rođen je 22. travnja 1908. godine u Štinjanu kraj Pule u radničkoj obitelji. Obitelj mu se nakon talijanske okupacije Istre seli u Zagreb. Uoči talijanskih parlamentarnih izbora 1921., obiteljska mu je kuća zapaljena te je otac odlučio odseliti u Zagreb.
Dana 22. lipnja 1928. godine ranjen je u demonstracijama koje su organizirali komunisti povodom atentata na Stjepana Radića i druge hrvatske zastupnike u Beogradu.
Godine 1937. otišao je u Španjolsku i priključio se internacionalnim brigadama. Borio se u četi »Matija Gubec« bataljuna »Georgi Dimitrov« 129. internacionalne brigade te u sastavu bataljuna »Divisionario«. U ofenzivi na rijeci Ebro bio je ranjen. Također je bio ranjen i na aragonskom frontu. U prosincu 1938. godine, Ministarstvo narodne obrane Španjolske Republike odlikovalo ga je medaljom španjolskoga borca, a iste godine postao je i član Komunističke partije Jugoslavije. 
Član OK KPH za Baniju.
Sudionik u narodnooslobodilačkoj borbi u Hrvatskoj od 1941. godine. Početkom srpnja 1941. prebacio se iz Siska u Sisački partizanski odred. Poslije ga partijsko rukovodstvo prebacuje na rad u Baniju. Nakon dolaska diverzanta Ivana Hariša u taj kraj, Kalc je zajedno s njim izvodio diverzije po Baniji i Bosanskoj krajini. 
Poginuo je u 1942. godine minirajući prugu Zagreb - Beograd.
Ukazom predsjednika Socijalističke Federativne Republike Jugoslavije Josipa Broza Tita, 26. rujna 1973. godine, proglašen je narodnim herojem.
Po Jurici Kalcu nosilo je ime Radničko sveučilište u Puli, osnovano 1956. godine.

## Vanjske poveznice
- Istrapedia